# Lista de presidentes dos Estados Unidos que não conseguiram a reeleição
Essa é uma lista dos presidentes dos Estados Unidos da América que não conseguiram se reeleger para um segundo mandato.
O democrata Grover Cleveland e o republicano Donald Trump foram os únicos presidentes até o momento que, apesar de terem perdido a reeleição, conquistaram um segundo mandato após ficarem quatro anos como ex-presidentes dos Estados Unidos durante os governo do republicano Benjamin Harrison e do democrata Joe Biden, respectivamente.
| Primeiro presidente a perder uma reeleição: John Adams (1800) | Último presidente a perder uma reeleição: Donald Trump (2020) |

Dos 46 presidentes americanos, apenas onze tiveram a sua vontade de se reeleger negada pela população. O primeiro foi John Adams, em 1800, e o mais recente foi Donald Trump em 2020.

## Lista
|    | Foto | Presidente          | Estado de origem | Data da derrota       | Derrotado por      |
| -- | ---- | ------------------- | ---------------- | --------------------- | ------------------ |
| 1  |      | John Adams          | Massachusetts    | 6 de dezembro de 1800 | Thomas Jefferson   |
| 2  |      | John Quincy Adams   | Massachusetts    | 2 de dezembro de 1828 | Andrew Jackson     |
| 3  |      | Martin Van Buren    | Nova Iorque      | 2 de dezembro de 1840 | William Harrison   |
| 4  |      | Grover Cleveland    | New Jersey       | 6 de novembro de 1888 | Benjamin Harrison  |
| 5  |      | Benjamin Harrison   | Ohio             | 8 de novembro de 1892 | Grover Cleveland   |
| 6  |      | William Howard Taft | Ohio             | 5 de novembro de 1912 | Woodrow Wilson     |
| 7  |      | Herbert Hoover      | Iowa             | 4 de novembro de 1932 | Franklin Roosevelt |
| 8  |      | Gerald Ford         | Nebraska         | 8 de novembro de 1976 | Jimmy Carter       |
| 9  |      | Jimmy Carter        | Geórgia          | 4 de novembro de 1980 | Ronald Reagan      |
| 10 |      | George H. W. Bush   | Massachusetts    | 2 de novembro de 1992 | Bill Clinton       |
| 11 |      | Donald Trump        | Nova Iorque      | 3 de novembro de 2020 | Joe Biden          |

## Contexto
Na maioria das vezes, os presidentes não-reeleitos dos Estados Unidos estão associados a problemas na economia, como recessão econômica, ou conflitos militares no exterior sem aprovação da população em geral.

### John Adams (1797-1801)

Estados americanos de acordo com a votação. Jefferson recebeu 8 delegados a mais que Adams.

Vice de George Washington, o primeiro presidente dos Estados Unidos, Adams foi o segundo presidente do país e o primeiro na história a não conseguir sua reeleição. Ele perdeu para Thomas Jefferson na eleição de 1800. Alguns especialistas apontam que a derrota se deve principalmente ao fato da Quase-guerra com a França e a assinatura de controversos atos de Sedição e Estrangeiro, vistos por seus críticos da época como uma tentativa de suprimir eleitores que discordassem do partido Federalista, o qual era integrante.

### John Quincy Adams (1825-1829)

Estados americanos de acordo com a votação. Jefferson recebeu 8 delegados a mais que Adams.

A eleição de 1828 foi a primeira revanche presidencial da história americana, sendo os dois principais candidatos os mesmos de quatro anos antes. A polêmica eleição presidencial de 1824, foi o primeiro confronto entre John Quincy Adams e o democrata Andrew Jackson. Em 1824, Jackson chegou a conquistar a maioria plural dos delegados no colégio eleitoral e no voto popular, mas não foi eleito. Então Adams foi escolhido pelo Congresso para assumir a presidência em uma sessão extraordinária no Congresso realizada em fevereiro de 1825. Esta sessão foi muito criticada pelos democratas durante os quatro anos do mandato de Adams.
Em 1828, Adams e Jackson voltaram a se enfrentar, mas o incumbente obteve uma derrota expressiva e Jackson foi eleito presidente com amplo apoio de estados que hoje compõem o sul e o meio-oeste americano. Adams era filho do ex-presidente John Adams, que também perdeu a reeleição 24 anos antes.

### Martin Van Buren (1837-1841)

Harrison derrotou o presidente Van Buren por uma margem de 174 delegados e no voto popular.

O presidente democrata Martin Van Buren, perdeu a reeleição para o candidato do Partido Whig, William Henry Harrison. Dentre os motivos principais da derrota de Van Buren estão fatores econômicos.
Harrison morreu pouco depois de um mês após sua posse.

### Grover Cleveland (1885-1889 1893-1897)

Cleveland foi derrotado por Benjamin Harrison após perder o estado de Nova York, apesar de ter vencido no voto popular.

O democrata Grover Cleveland defendeu fortemente durante seu primeiro mandato a redução de tarifas de importação. Isso foi visto pela população como um benefício à Inglaterra e favoreceu seu opositor, o republicano Benjamin Harrison que conseguiu virar os estados de Indiana e, principalmente, Nova York, garantindo-lhe a vitória sobre Cleveland.
Apesar da derrota em 1888, Cleveland derrotou Harrison quatro anos depois, em 1892, tornando-se o primeiro e único presidente dos Estados Unidos até os dias atuais a servir em dois mandatos não consecutivos.
Após a derrota de Cleveland, 6 dos 7 presidentes que não conseguiram se reeleger foram republicanos.

### Benjamin Harrison (1889-1893)

Harrison perdeu para seu antecessor, Cleveland, por 277 a 145 votos no colégio eleitoral.

Benjamin Harrison, do partido Republicano, foi o único presidente até os dias atuais a suceder e anteceder a mesma pessoa na linhagem presidencial. Ele perdeu a eleição de 1893 para o democrata Grover Cleveland, derrotado por ele quatro anos antes.
Dentre os motivos principais para a derrota de Harrison está o fato do seu mandato ter sido marcado por uma lei tarifária que impôs taxas históricas de proteção ao comércio, e pela Lei Antitruste Sherman, que autorizava o governo federal a investigar e processar trustes.
Devido em grande parte ao superávit das receitas tarifárias, os gastos federais alcançaram um bilhão de dólares pela primeira vez durante seu mandato, fator criticado pela população e determinante para o retorno de Cleveland a presidência.

### Wiliam Howard Taft (1909-1913)

Taft foi derrotado pelo democrata Woodrow Wilson por 435 a 8 no colégio eleitoral. O ex-presidente Theodore Roosevelt recebeu 88 votos.

A derrota do republicano Taft em 1912 foi a maior de qualquer outro candidato à reeleição na história dos Estados Unidos. Isso se deu por conta dos votos republicanos serem divididos em dois candidatos: o ex-presidente do partido Republicano, Theodore Roosevelt, e seu sucessor, o então presidente William Taft.
Roosevelt prometeu à população que não tentaria concorrer a um terceiro mandato (na época, tal ato era legal), então apoiou o secretário de Guerra, William Taft para concorrer a sua sucessão. Em 1908, Taft venceu sem grandes desafios com os votos do norte, todavia Roosevelt e seu sucessor travaram uma batalha sobre o rumo do partido Republicano, pois Roosevelt era um ex-presidente influente e defendia a ala mais progressista do partido, já Taft apoiava o setor mais conservador. Dentre outros motivos ocasionados por essa fissura, Roosevelt optou por retornar ao poder na próxima eleição, ao mesmo tempo em que Taft tentou sua reeleição. Roosevelt fundou o partido Progressista e, enfrentaram-se mutuamente com o candidato democrata Woodrow Wilson, que venceu a eleição.

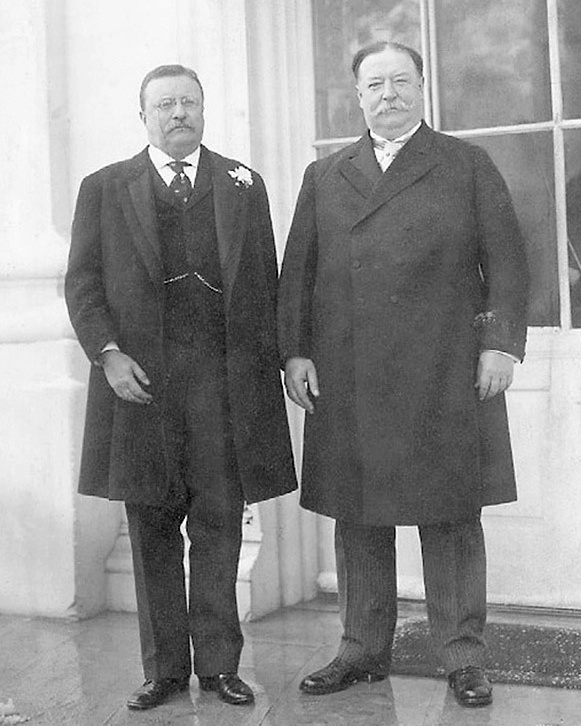
O então presidente Theodore Roosevelt junto a seu sucessor, o presidente eleito William Taft. Roosevelt o ajudou a se eleger em 1908, mas uniu-se a derrota-lo em 1912, quando Taft tentou a reeleição.

A eleição presidencial de 1912 marcou a sexta vez que um presidente em exercício não conseguiu a reeleição. Também foi a última vez que um candidato de um partido terceiro terminou em segundo lugar. Roosevelt conquistou diversos redutos do partido Republicano da época, como Califórnia, Michigan, Minnesota e Pensilvânia. Outros estados republicanos deram vitória ao democrata Wilson, devido ao fato de seu eleitorado ficar dividido entre duas figuras outrora republicanas. Por fim, Taft venceu em apenas dois estados extremamente republicanos: Utah e Vermont.

### Herbert Hoover (1929-1933)

Hoover sofreu uma derrota esmagadora de Franklin Roosevelt por 472 a 59 votos no colégio eleitoral.

O republicano Herbert Hoover governou os Estados Unidos entre 1929 e 1933. Seu governo presenciou a Grande Depressão e a Quinta-Feira Negra – a quebra da bolsa de Nova Iorque. Apesar dos esforços de seu governo em recuperar a recessão econômica, Hoover não obteve sucesso a tempo da eleição de 1932 e perdeu para o Franklin Roosevelt.
Hoover venceu em apenas seis estados: Connecticut, Delaware, Maine, New Hampshire, Pensilvânia e Vermont e obteve mais de 7 milhões de votos a menos que Roosevelt.

### Gerald Ford (1974-1977)

Ford foi derrotado pelo democrata Jimmy Carter por 297 a 240 votos; uma vitória apertada no colégio eleitoral e no voto popular.

Apesar de ter se destacado como um reformador após o escândalo do Watergate, que resultou na renúncia do presidente Richard Nixon, de quem Ford era vice, ele enfrentou uma eleição acirrada contra o democrata Jimmy Carter. Ford era associado por muitos eleitores ao Watergate, o que o custou votos essenciais para ultrapassar Carter.
As eleições presidenciais de 1976 e 1980 são as únicas desde 1892 em que dois presidentes consecutivos não conseguiram se reeleger.
Essa é a única eleição em que o presidente em exercício, derrotado, não foi eleito quatro anos antes para servir como presidente. Ford era vice de Nixon, e teve de assumir após a sua renúncia em 9 de agosto de 1974.

### Jimmy Carter (1977-1981)

Carter foi derrotado por Ronald Reagan com uma ampla diferença de 440 votos no colégio eleitoral.

O democrata Jimmy Carter sofreu uma grande derrota tanto no colégio eleitoral quanto no voto popular, recebendo, aproximadamente, 8 milhões de votos a menos que o republicano e ex-governador da Califórnia, Ronald Reagan. Além do Distrito de Colúmbia, Jimmy Carter venceu em apenas seis estados: Havaí, Maryland, Rhode Island, Virgínia Ocidental, seu estado natal da Geórgia e em Minnesota, estado Natal de seu vice-presidente Walter Mondale.
A popularidade baixa do democrata foi crucial para que sua vontade de se reeleger fosse negada pela maioria do eleitorado americano. A presidência de Jimmy Carter foi marcada pelo baixo crescimento econômico, altas taxas de juros, inflação e amplas crises energéticas, além de ser considerado, muitas vezes, um presidente pouco rigoroso com as políticas da União Soviética durante a Guerra Fria.

### George H.W. Bush (1989-1993)

Clinton derrotou Bush por 370 a 168 votos no colégio eleitoral.

Bush herdou uma ampla popularidade de Ronald Reagan, de quem foi vice nos oito anos antes de ser eleito em 1988. Entretanto, Bush viu sua aprovação cair após liderar a Primeira Guerra do Golfo, o que levaria o democrata Bill Clinton a derrotá-lo em 1992.
Clinton reverteu importantes estados que deram vitória ao republicanos quatro anos antes, como Califórnia, Illinois e Pensilvânia.

### Donald Trump (2017-2021) (2025-2029)

Em 2020, Trump perdeu estados no cinturão da ferrugem; importante reduto democrata que havia dado vitória a ele quatro anos antes.

Trump foi derrotado pelo ex-vice-presidente de seu antecessor, Barack Obama, o democrata Joe Biden. Apesar de ser considerado velho demais para o cargo (78 anos na data da posse) e um católico romano em um país de maioria protestante, Biden conseguiu reverter estados que deram vitória a Trump em 2016, como Michigan e Pensilvânia, e virou para si estados tradicionalmente republicanos, como Arizona e Geórgia. Trump recebeu 232 votos no colégio eleitoral, enquanto Biden conquistou 306.
Diferente de outras ocasiões em que um presidente não conseguiu se reeleger, o fator econômico não foi determinante para a derrota de Trump. A economia dos Estados Unidos registrou um considerável crescimento em comparação com o segundo mandato de Obama. Dentre os fatores que influenciaram negativamente a campanha eleitoral do republicano estão a pandemia de Covid-19 e o assassinato por asfixia de George Floyd por um policial em Minnesota que causou inúmeros protestos no estado e se espalharam por todo o país no ano eleitoral.
Assim como Cleveland, Trump retornou à Casa Branca para um segundo mandato após quatro anos ao derrotar a então vice-presidente democrata, Kamala Harris.

## Ex-presidentes que não conseguiram voltar ao poder
Até 2022, quatro ex-presidentes dos Estados Unidos tentaram voltar ao comando do país; apenas um conseguiu: Grover Cleveland.
Os outros três ex-mandatários foram impedidos de alguma forma de regressaram à presidência, seja nas eleições primárias e caucus dentro do próprio partido ou perdendo diretamente na eleição presidencial.

### Theodore Roosevelt (1901-1909)

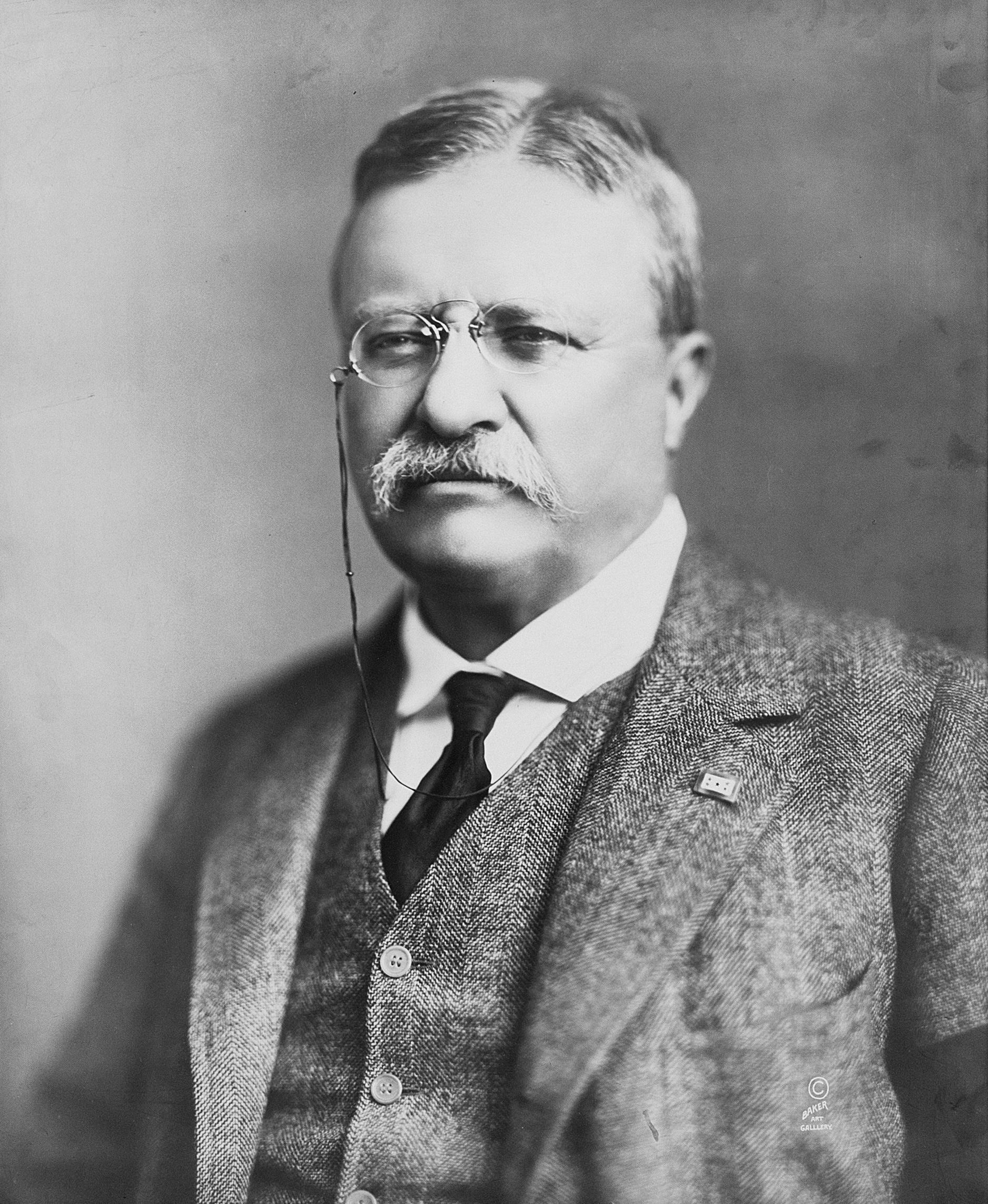
Theodore Roosevelt, 26.º presidente dos Estados Unidos.

Theodore Roosevelt serviu como  o 26.º presidente dos Estados Unidos entre 1901 e 1909. Nas eleições de 1908, ajudou a eleger o republicano William Taft, seu sucessor e amigo pessoal. Entretanto, essa parceria se rompeu durante a presidência de Taft, quando o mesmo tomou medidas que desagradaram Roosevelt.
O ex-presidente defendia uma visão mais progressista dentro do partido Republicano enquanto Taft era mais conservador e defendia uma maior intervenção protecionista do Estado na economia. A desavença entre os dois republicanos fez com que Roosevelt tentasse a nomeação pelo partido para retornar à presidência, mas perdeu para Taft. Roosevelt, então, deixou o partido Republicano e fundou o partido Progressista, concorreu por ele, mas perdeu para o democrata Woodrow Wilson, que obteve 41,8% dos votos populares e venceu também no colégio eleitoral. Roosevelt terminou a eleição em segundo lugar com 27,4% dos votos e Taft conquistou o terceiro lugar com 23,2% dos votos.
Theodore Roosevelt quebrou a sua promessa feita à população, em 1904, que seguiria a tradição de George Washington e não concorreria a um terceiro mandato.